# Cốc becher
Cốc becher hay còn gọi là cốc có mỏ được làm bằng thủy tinh bô rô (B2O3) silicat (SiO2) (borosilicate glass) trong suốt chịu nhiệt. Loại cốc này được sử dụng rất nhiều trong các phòng thí nghiệm hiện nay.

## Thamkhảo
Cốc becher là một bình chứa hình trụ nói chung, đáy phẳng. Hầu hết có một vòi nhỏ (hoặc "mỏ") để hỗ trợ đổ, như thể hiện trong hình. Cốc có nhiều kích cỡ, từ một mililít cho đến vài lít. Cốc được đánh dấu ở mặt bên với các dòng cho biết dung lượng chứa. Ví dụ: Một cốc 250ml có để được đánh dấu bằng các đường định mức 50, 100, 150, 200 và 250ml thể tích. Những vạch mức này không nhằm mục đích thu được một phép đo chính xác về khối lượng mà là một ước tính. Hầu hết các cốc đều chính xác trong khoảng ~ 10%.
Sự hiện diện của vòi (hoặc "mỏ") đồng nghĩa với việc cốc không thể có nắp đậy. Tuy nhiên, khi sử dụng, các cốc có thể được phủ bằng kính đồng hồ để tránh việc nhiễm bẩn. Ngoài ra một cốc cũng có thể được đậy bằng một cốc thủy tinh lớn hơn đã được đảo ngược. 